# Mamadou Coulibaly (Judoka)
Mamadou Coulibaly ist ein ehemaliger malischer Judoka.

## Sport
Er trat bei den Olympischen Sommerspielen 1992 in Barcelona im Halbleichtgewicht an, wo er auf Rang 36  kam. Er verlor in der ersten Runde gegen Pavel Petřikov aus der Tschechoslowakei.